# Trečias frontas
Trečias frontas (litauisch für: Dritte Front) war eine litauische Literaturzeitschrift, die 1930 gegründet wurde. Sie spielte eine wichtige Rolle für den Zusammenhalt antifaschistischer Schriftsteller während der Smetona-Diktatur. Die Autoren, die sich um die Zeitschrift gruppierten, nannten sich Drittfrontler, zu ihnen gehörten Kazys Boruta, Petras Cvirka, Kostas Korsakas, Jonas Šimkus, Antanas Venclova und Salomėja Nėris. Ihr zunächst avantgardistisches Programm gaben sie später zugunsten einer kämpferischen, an der Sowjetliteratur orientierten Ästhetik auf. Nachdem die Zeitschrift schon 1931 von der Militärzensur verboten wurde, zerfiel die Gruppe; die meisten Autoren waren jedoch weiter in ähnlicher Weise weiter literarisch produktiv.